# Campionats del món de ciclocròs de 1978
Els Campionats del món de ciclocròs de 1978 foren la 29a edició dels mundials de la modalitat de ciclocròs i es disputaren el 22 de gener de 1978 a Amorebieta-Etxano, País Basc. Es disputaren dues proves masculines.

## Resultats
| Prova                   | Or                       | Or         | Plata                       | Plata | Bronze                       | Bronze   |
| Cursa elit masculina    | Albert Zweifel · Suïssa  | 1h 07' 21" | Peter Frischknecht · Suïssa | + 54" | Klaus-Peter Thaler · RFA     | + 2' 32" |
| Cursa amateur masculina | Roland Liboton · Bèlgica | 1h 02' 32" | Gilles Blaser · Suïssa      | + 21" | Karl-Heinz Helbling · Suïssa | + 30"    |

## Classificacions

### Classificació de la prova masculina elit
| Pos. | Ciclista            | País          | Temps      |
| ---- | ------------------- | ------------- | ---------- |
|      | Albert Zweifel      | Suïssa        | 1h 07' 21" |
|      | Peter Frischknecht  | Suïssa        | + 54"      |
|      | Klaus-Peter Thaler  | RFA           | + 2' 32"   |
| 4    | Willy Lienhard      | Suïssa        | + 4' 52"   |
| 5    | Marc De Block       | Bèlgica       | + 5' 48"   |
| 6    | Erwin Lienhard      | Suïssa        | + 6' 06"   |
| 7    | Richard Steiner     | Suïssa        | + 6' 17"   |
| 8    | Eric Desruelle      | Bèlgica       | + 7' 04"   |
| 9    | Gertie Wildeboer    | Països Baixos | + 8' 23"   |
| 10   | Cees van der Wereld | Països Baixos | + 8' 48"   |

### Classificació de la prova masculina amateur
| Pos. | Ciclista            | País           | Temps      |
| ---- | ------------------- | -------------- | ---------- |
|      | Roland Liboton      | Bèlgica        | 1h 02' 32" |
|      | Gilles Blaser       | Suïssa         | + 21"      |
|      | Karl-Heinz Helbling | Suïssa         | + 30"      |
| 4    | Hennie Stamsnijder  | Països Baixos  | + 1' 18"   |
| 5    | Vito Di Tano        | Itàlia         | + 1' 37"   |
| 6    | Jean-Yves Plaisance | França         | + 1' 54"   |
| 7    | Andrzej Mąkowski    | Polònia        | + 2' 04"   |
| 8    | Alex Gérardin       | França         | + 2' 17"   |
| 9    | Miloš Fišera        | Txecoslovàquia | + 2' 22"   |
| 10   | Franco Vagneur      | Itàlia         | + 2' 22"   |

## Medaller
| Pos. | País    | Or | Plata | Bronze | Total |
| 1    | Suïssa  | 1  | 2     | 1      | 4     |
| 2    | Bèlgica | 1  | 0     | 0      | 1     |
| 3    | RFA     | 0  | 0     | 1      | 1     |